# Се (Фару)
Се (порт. Sé) — район (фрегезия) в Португалии, входит в округ Фару. Является составной частью муниципалитета Фару. По старому административному делению входил в провинцию Алгарве (регион). Входит в экономико-статистический субрегион Алгарве, который входит в Алгарве. Население составляет 28 546 человек на 2001 год. Занимает площадь 60,33 км².